# Berthold Rottler
Berthold Rottler (né Ferdinand Rottler le 16 octobre 1748 à Obereschach, mort le 16 octobre 1826 à Sankt Paul im Lavanttal) est prince-abbé de l'abbaye Saint-Blaise dans la Forêt-Noire de 1801 à 1806 et abbé de l'abbaye Saint-Paul du Lavanttal de 1806 à sa mort.

## Biographie
Il entre dans l'abbaye bénédictine de Saint-Blaise et étudie la théologie à Salzbourg. Il fait ses vœux religieux en 1772 et prend le nom de Berthold. Deux ans plus tard, il devient prêtre. Il enseigne à l'école du monastère et étudie l'histoire à Fribourg-en-Brisgau. En 1784, il obtient un doctorat en philosophie à Salzbourg et devient professeur de diplomatique, de numismatique et d'archéologie à l'université de Fribourg-en-Brisgau, mais il est toujours professeur de théologie à l'abbaye ainsi qu'archiviste et aussi prévôt à Klingnau (de).
Quand il est élu en 1801 abbé de Saint-Blaise, la dissolution de l'abbaye est déjà prévisible en raison des circonstances politiques. Peu de temps après sa prise de fonction, Rottler envoie en Suisse les œuvres et les livres de l'abbaye afin de les protéger contre d'éventuelles attaques. En 1806, les abbayes Saint-Blaise et Saint-Pierre font partie du nouvel État du Grand-duché de Bade. Alors que des abbayes viennent d'être dissoutes, on annonce au monastère bénédiction le 28 février 1806 sa "suspension". Rottler se rend en mars 1806 avec Ignaz Speckle (de), l'abbé du monastère voisin, avec qui il a discuté plus tôt au sujet de la nouvelle situation, à Karlsruhe, pour obtenir une déclaration claire sur l'avenir des abbayes. Le gouvernement de Bade prononce la dissolution des abbayes le 16 octobre 1806. Il demande le maintien de la prévôté de Berau (de), ce qu'on refuse.
Entre-temps, il va à Vienne voir l'empereur François pour venir et avoir la protection des Habsbourg en cas de dissolution. Rottler déplace une partie de l'abbaye, une quarantaine de moines, ainsi que des trésors en Autriche. François les installe à l'abbaye de Spital am Pyhrn (de) qui vient d'être dissoute. En retour, l'empereur leur confie le lycée de Klagenfurt, ce qu'accepte Rottler. Le monastère franciscain libère l'église Sainte-Marie (de) pour laisser la place.
La nouvelle situation se révèle insatisfaisante. D'une part, il y a de longues négociations sur la rémunération des enseignants, d'autre part, il y a la grande distance entre Spital et Klagenfurt. Rottler demande donc l'autorisation de la cour de Vienne de s'installer à l'abbaye Saint-Paul du Lavanttal, vide depuis 1787. On le lui permet après de longues négociations. En avril 1809, Rottler et les moines quittent Spital et entrent le 15 à Lavantall.
Rottler s'occupe particulièrement de l'enseignement. Il ouvre aussitôt un gymnasium puis un séminaire en 1817. Il participe à la prélature de Carinthie. Il est nommé conseiller par l'empereur.